# RetroVision
RetroVision, pseudonimo di Mathieu Jean Arnaud (Marsiglia, 29 novembre 1996), è un disc jockey e produttore discografico francese.

## Carriera
Dal 2014 RetroVision ha iniziato a pubblicare i propri singoli tramite varie sotto etichette locali, tra cui Here We Go e Puzzle che assicurano al francese notorietà nel panorama musicale. Nel 2017 approda su HEXAGON, l'etichetta discografica di Don Diablo, con la quale pubblica Waves e Nobody Else (in collaborazione con Raven & Kreyn) seguiti da un EP del 2018, Get Up. Il 6 marzo 2020, con la pubblicazione di Feel Your Touch, fonda la Time Machine Records, etichetta affiliata all'HEXAGON. Proprio nel 2020 si piazza come 6º dj più supportato dal 1º ottobre 2019 al 30 settembre 2020 nella classifica di 1001Tracklist.

### Classifica 1001Tracklist
- 2018: #61
- 2019: #17
- 2020: #06

## Discografia

### EP
- 2018: Get Up

### Singoli
- 2014: Ethnic
- 2014: Utopia (con Anand Dorian)
- 2015: Pharaoh
- 2015: Heyho (con Dropic Thunder feat. Michael Zhonga)
- 2015: Neon City (con Max Stern)
- 2015: Katana (con Arkitech)
- 2015: Pirates (con Epsylon)
- 2015: Flash (con Martin Gutierrez)
- 2016: Happy Hours
- 2016: Bubbles (feat. Baby Wayne)
- 2016: Changes (con Loot)
- 2016: Elevate
- 2016: Puzzle
- 2016: Heroes
- 2016: Here We Go
- 2017: We Are Together (con AWR)
- 2017: Rockin’ (con Alpharock)
- 2017: Over Again (con Micah Martin)
- 2017: Up & Down
- 2017: SICC (con Domastic)
- 2017: Sunday (con Humain)
- 2017: The Night
- 2017: Waves
- 2017: Masterdam (con Humain)
- 2017: Campfire
- 2017: Nobody Else (con Raven & Kreyn)
- 2018: Dancin’
- 2018: Galaxy
- 2018: Get Down
- 2018: Cake
- 2018: Hope
- 2018: Get Up
- 2018: Found You
- 2018: Bring The Beat Back
- 2019: House Beat
- 2019: We Like To Party
- 2019: One More Chance
- 2019: Take Off
- 2019: All Night Long (con Jonas Blue)
- 2020: Switch That (con Dirty Palm)
- 2020: Feel Your Touch
- 2020: Out Of Town (My Own Road) (con Janne & Lunis)
- 2020: Better With You
- 2020: 1983
- 2020: Little Victory (feat. Davis Mallory)

### Remix
- 2020: Topic & A7S – Breaking Me (RetroVision Remix)
- 2020: Alan Walker, Ava Max - Alone, Pt. II (RetroVision Remix)
- 2021: Daft Punk - Harder, Better, Faster, Stronger (RetroVision Remix)
- 2021: Justin Bieber - Hold On (RetroVision Remix)
- 2021: Tungevaag feat. Kid Ink - Ride With Me (RetroVision Remix)